# Alfasil·labari

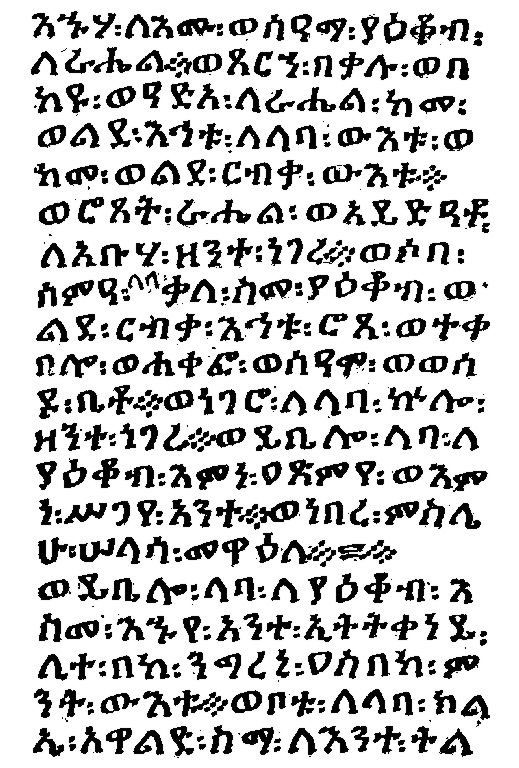
Alfabet amhàric, alfabet sil·làbic d'Etiòpia.

Els alfasil·labaris o alfabets sil·làbics, també anomenats abugides, són sistemes d'escriptura que tenen caràcters vocàlics i consonàntics. A diferència dels alfabets del tipus abjad, les consonants duen una vocal inherent, generalment 'a'. Per canviar aquesta combinació, es recorre als signes diacrítics, que denoten canvi de vocal o absència d'aquesta. Diferència per la qual es distingeix també del sil·labari, per oferir major combinatòria de fonemes.
El terme abugida va ser encunyat per Peter T. Daniels. Deriva dels quatre primers caràcters d'un ordre de l'escriptura etiòpica usada en alguns contextos (aquest ordre sembla correspondre a l'ordre ancestral dels caràcters semítics).
El major grup d'alfabets sil·làbics és el de la família bramínica, que inclou gairebé totes les escriptures usades a l'Índia i sud-est de l'Àsia. També podem comptar, entre els sistemes alfasil·làbics, el sil·labari cree o l'escriptura etiòpica.